# III WO Łysonia
III WO Łysonia – okręg wojskowy (WO) Ukraińskiej Powstańczej Armii nr 3, wchodzący w skład Grupy Operacyjnej UPA-Zachód.
Dowódcą Okręgu był Omelian Polowyj „Ostap”, następnie Wołodymyr Jakubowski „Bondarenko”. Okręg obejmował teren obwodu tarnopolskiego. Dzielił się na 4 odcinki taktyczne (TW):
- 16 TW „Seret”
- Bereżański 17 TW
- 18 TW „Strypa”
- 19 TW „Kaminec”

## Jednostki
Na terenie tego okręgu powstały lub walczyły kurenie: „Chołodnojarcy”, „Burłaky”, „Lisowyky”, „Rubaczi” (dowódca „Czuhajstyr”), „Bujni”, „Hołky”.